# Kamienie na szaniec (książka Aleksandra Kamińskiego)

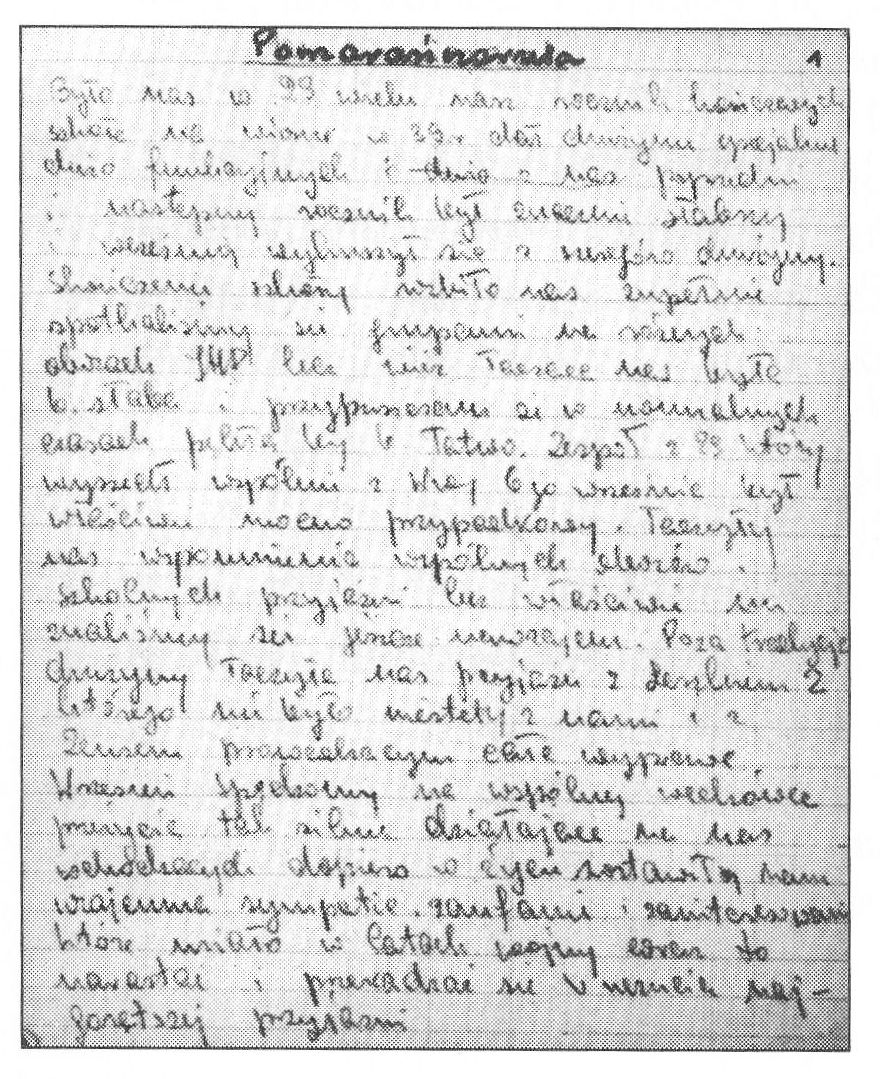
Pierwsza strona relacji Tadeusza Zawadzkiego, na podstawie której Aleksander Kamiński napisał Kamienie na szaniec

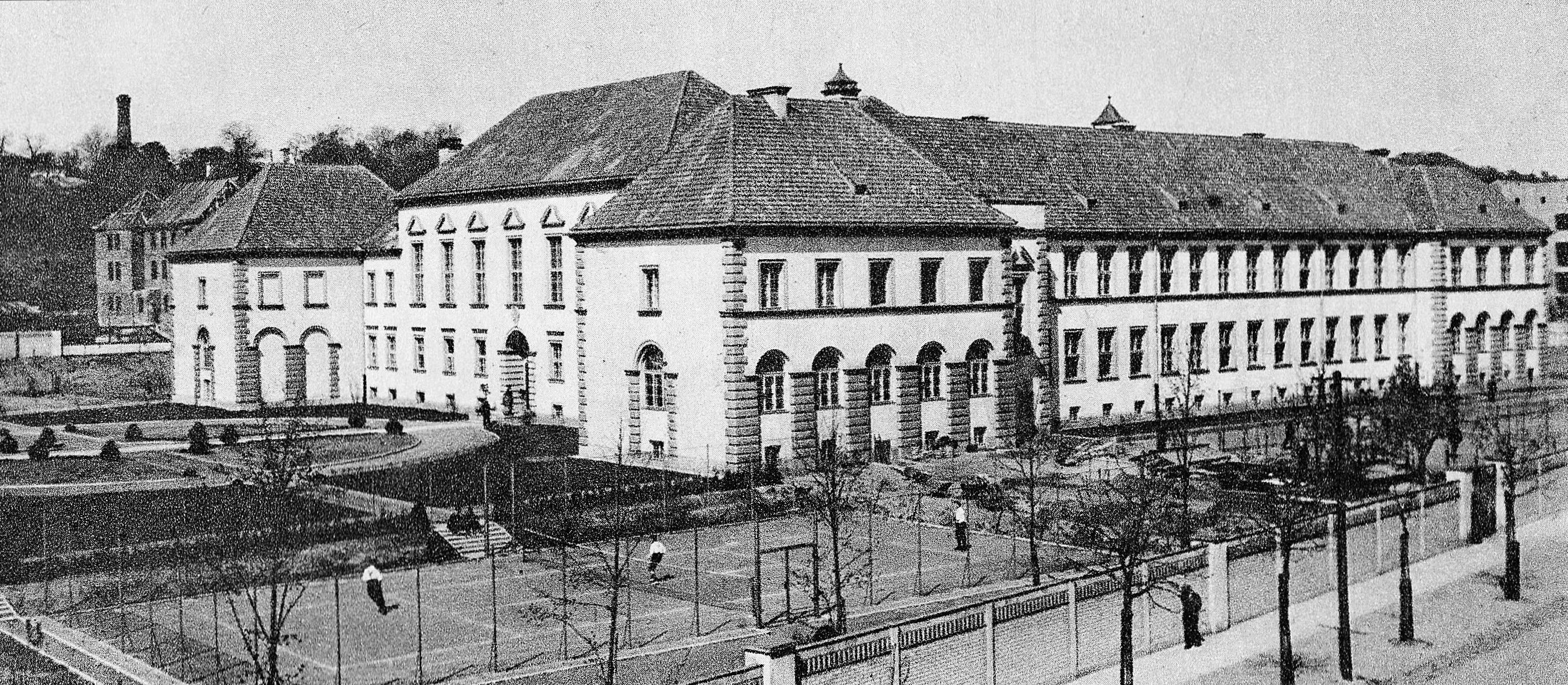
Państwowe Gimnazjum im. Stefana Batorego w Warszawie, które wiosną 1939 ukończyli główni bohaterowie książki

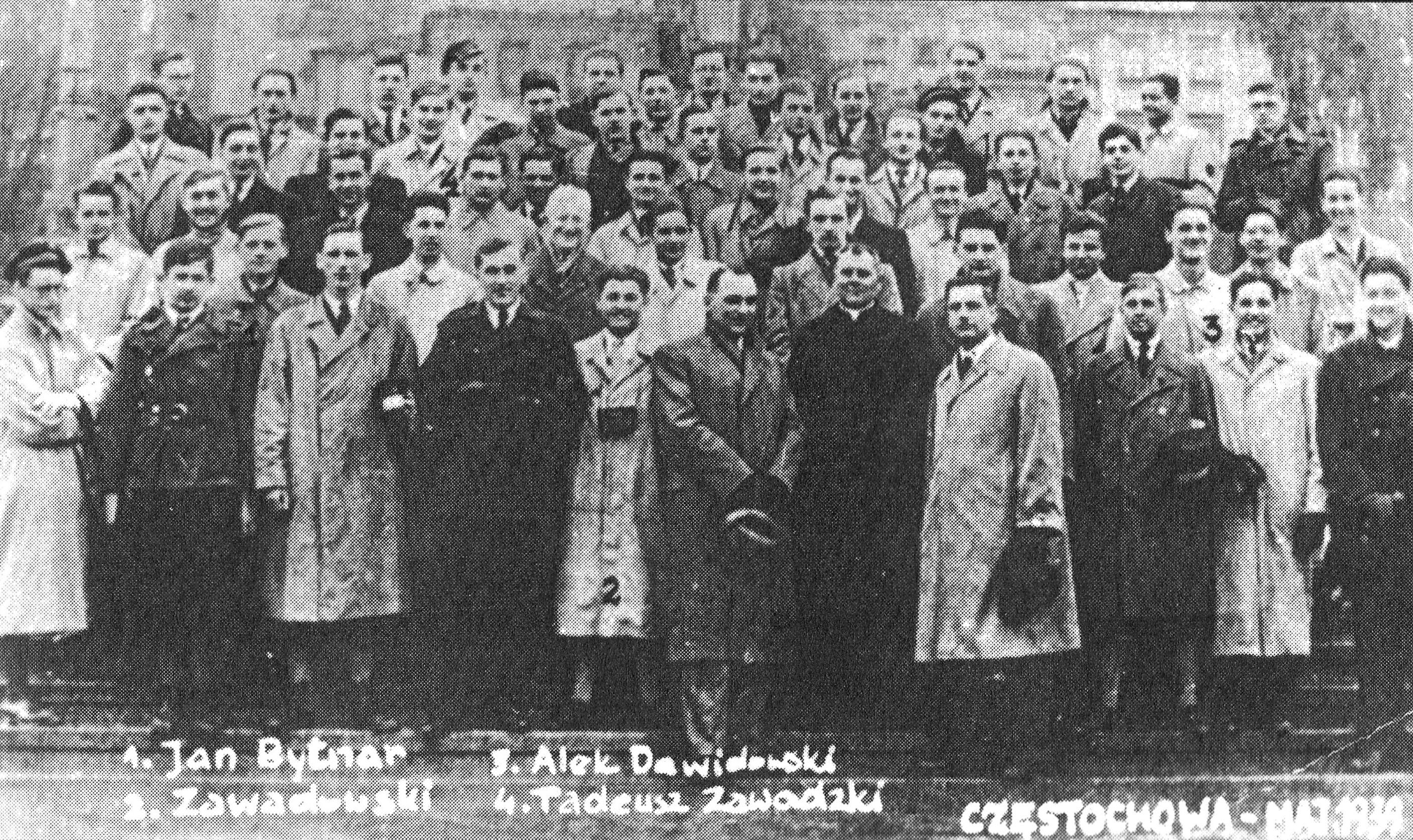
Bohaterowie powieści z kolegami z „Batorego” podczas przedmaturalnej pielgrzymki na Jasną Górę w maju 1939

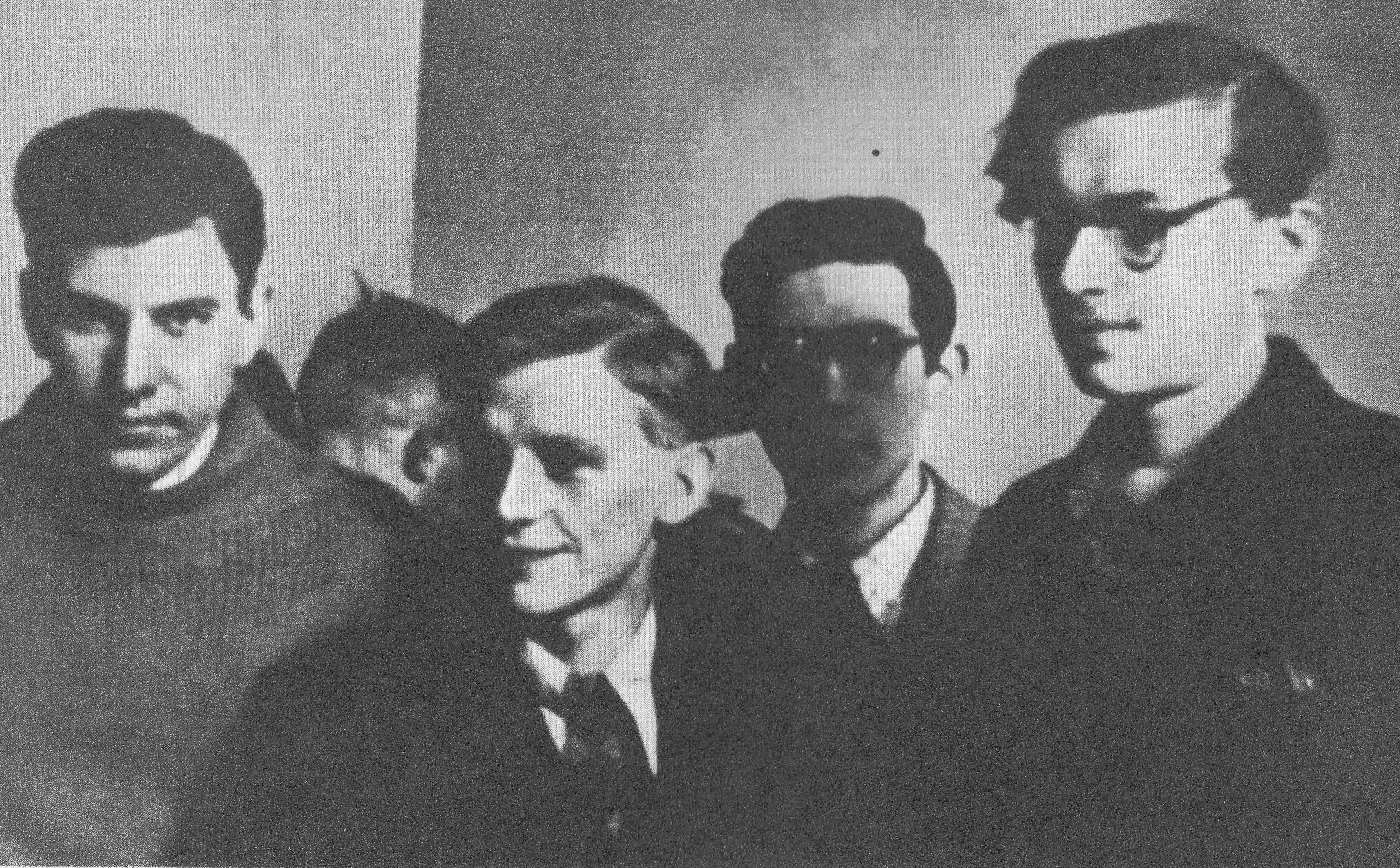
Jan Bytnar „Rudy” (drugi od lewej) razem z kolegami w czasie okupacji

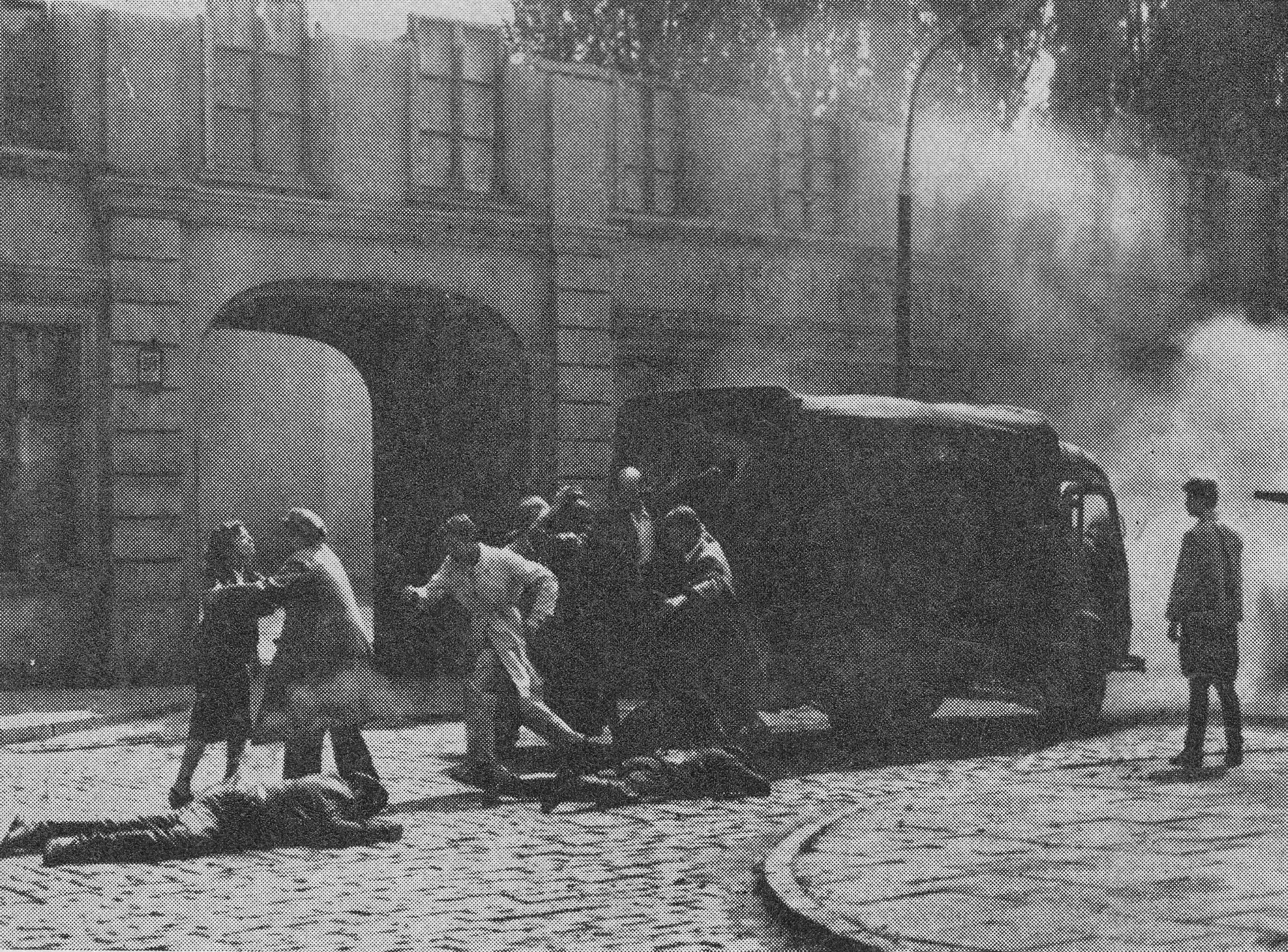
Atak na ciężarówkę z więźniami 26 marca 1943 na planie filmu Akcja pod Arsenałem w reżyserii Jana Łomnickiego (1977)

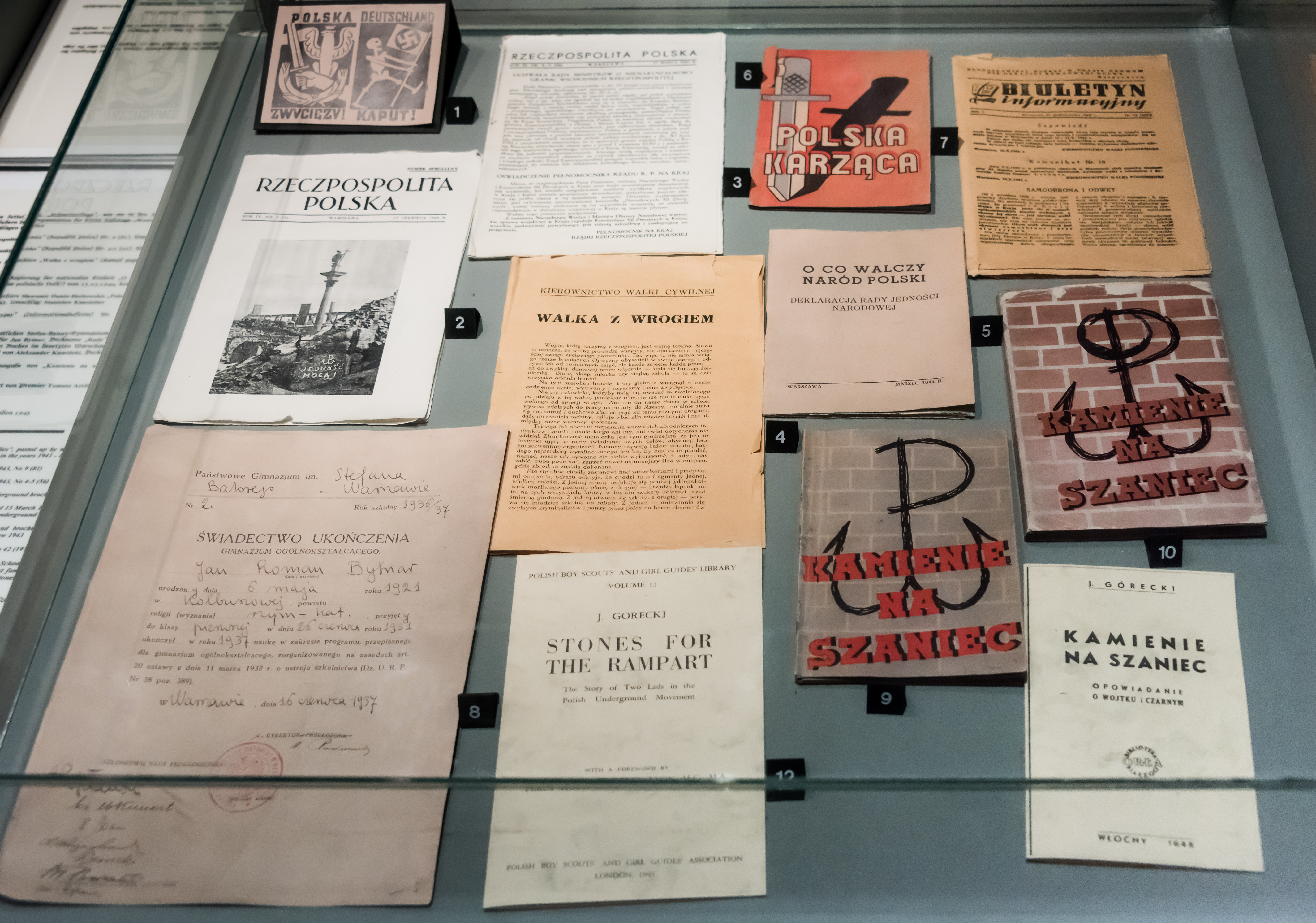
Pierwsze wydania książki i świadectwo ukończenia Państwowego Gimnazjum im. Stefana Batorego przez Jana Bytnara eksponowane na wystawie stałej w Muzeum Więzienia Pawiak w Warszawie

Kamienie na szaniec – książka Aleksandra Kamińskiego opowiadająca o działalności grupy członków Szarych Szeregów w Warszawie podczas II wojny światowej. Jedna z najważniejszych pozycji literatury polskiej okresu wojennego.
Jest oparta na prawdziwych wydarzeniach z końca lat 30. i okresu okupacji niemieckiej. Jej tytuł nawiązuje do fragmentu wiersza Juliusza Słowackiego Testament mój.

## Historia
Książka powstała na podstawie krótkiej relacji Tadeusza Zawadzkiego „Zośki” spisanej podczas Świąt Wielkanocnych, 25–26 kwietnia 1943, w majątku Szczęsne (obecnie otulina Grodziska Mazowieckiego). Jej przygotowanie doradził mu Józef Zawadzki, którego niepokoił zły stan psychiczny syna przeżywającego śmierć Jana Bytnara oraz Aleksego Dawidowskiego i Tadeusza Krzyżewicza, którzy ponieśli śmierć w wyniku zorganizowanej przez niego akcji pod Arsenałem.
W tekście „Zośka” opisał powstanie grupy przyjaciół z 23. Warszawskiej Drużyny Harcerskiej (od koloru chust nazywanej „Pomarańczarnią”), ich działalność w konspiracji oraz aresztowanie i odbicie „Rudego” i innych więźniów przewożonych 26 marca 1943 po przesłuchaniach z siedziby Gestapo w alei J. Ch. Szucha 25 do więzienia Pawiak.
Tadeusz Zawadzki sporządził swoją relację ołówkiem na małym bloczku z kratkowanego papieru, którą następnie, z obawy o jej zniszczenie, przepisał na maszynie w 4 egz. Jan Rossman, przyjaciel oraz pierwszy czytelnik jego pracy. Rossman podzielił także materiał na rozdziały, którym nadał tytuły: Pomarańczarnia, Janeczek, Aresztowanie, Czy odbijamy i Odbity. Następnie, zgodnie z sugestią Tadeusza Zawadzkiego, zwrócił się z prośbą do Aleksandra Kamińskiego o przygotowanie w oparciu o notatkę materiału dla szerszego grona czytelników.
Redaktor naczelny „Biuletynu Informacyjnego” wyraził zgodę na napisanie książki w pierwszych dniach maja 1943. Znał on Tadeusza Zawadzkiego m.in. z Organizacji Małego Sabotażu „Wawer”. W celu zebrania materiałów do książki Kamińskiemu na jego prośbę zorganizowano także spotkania z osobami znającymi jej bohaterów m.in. Józefem Zawadzkim, Stefanem Mirowskim i Barbarą Sapińską (dziewczyną Aleksego Dawidowskiego). Na jednym z czterech egzemplarzy swojej relacji „Zośka” wniósł zielonym długopisem kilka poprawek i to ten egzemplarz posłużył Aleksandrowi Kamińskiemu do napisania książki. Trwało to bardzo krótko. Kamiński wspominał, że pracował nad nią kilka dni, może tydzień. Po zebraniu materiałów, wyjechał z Warszawy do swojej żony Janiny, która w tamtym czasie przebywała pod Pruszkowem. Treść książki podyktował żonie. Maszynopis otrzymali do przeczytania Tadeusz i Józef Zawadzcy, Jan Rossman oraz inni uczestnicy i świadkowie opisanych w niej zdarzeń.
Celem książki było upamiętnienie grupy warszawskich harcerzy – członków m.in. Szarych Szeregów, PLAN-u i Organizacji Małego Sabotażu „Wawer” – oraz przekazanie ideałów braterstwa i służby.
Książka pod pseudonimem „Juliusz Górecki” oraz tytułem Kamienie na szaniec. Opowiadanie o Wojtku i Czarnym ukazała się po raz pierwszy w lipcu 1943, w nakładzie 2 tys. egz. Wydawcą była KOPR (Komisja Propagandy Biura Informacji i Propagandy Komendy Okręgu Warszawa Armii Krajowej), a książkę wydrukowały Tajne Wojskowe Zakłady Wydawnicze (TWZW). Na okładce zaprojektowanej przez Stanisława Kunstettera znalazł się ceglany mur z namalowanym Znakiem Polski Walczącej. Aleksander Kamiński stworzył swój pseudonim przyjmując imię Juliusza Dąbrowskiego, natomiast nazwisko „Górecki” nawiązywało do Górek Wielkich, w których mieściła się kierowana przez niego szkoła instruktorów harcerstwa. Imiona w podtytule książki (Opowiadanie o Wojtku i Czarnym) były fikcyjnymi imionami Aleksego Dawidowskiego i Jana Bytnara.
Drugie okupacyjne wydanie Kamieni na szaniec, także w nakładzie 2 tys. egz., ukazało się w lipcu 1944. Zostało ono uzupełnione przez autora o okres pomiędzy akcją pod Arsenałem a akcją w Sieczychach (do września 1943). Książka została także zilustrowana 10 rysunkami Romana Hussarskiego. Jej objętość zwiększyła się z 68 do 110 stron. W drugim wydaniu stała się zamkniętą całością.
Mikrofilm z treścią książki został wysłany przez Szare Szeregi przez kuriera Armii Krajowej do Londynu, co umożliwiło Związkowi Harcerstwa Polskiego na jej wydanie w języku angielskim w 1945 w Wielkiej Brytanii. W tym samym roku ukazało się w Londynie nakładem Światpolu trzecie wydanie książki i zarazem pierwsze na obczyźnie.
Kamienie były najgłośniejszą książką okupowanej Warszawy. Była czytana w całym kraju i doczekała się licznych recenzji w prasie konspiracyjnej (także krytycznych). Młodzież przyjęła ją z entuzjazmem. Jak napisał we wspomnieniach naczelnik Szarych Szeregów Stanisław Broniewski:

(...) Książka Kamińskiego chwyciła chłopców za serca – stała się ich książką, i to nie tylko dlatego, że opisywała ich walki, ich zwycięstwa i klęski, lecz jeszcze więcej dlatego, że mówiła o ich życiu wewnętrznym, o ich drodze stawania się pełnymi ludźmi.

Pierwsze wydanie powojenne ukazało się w 1946 nakładem Spółdzielni Wydawniczej „Wiedza”. Ujawniono w nim prawdziwe imię i nazwisko autora książki, stopniowo podawano także prawdziwe pseudonimy jej bohaterów. Do 2014 ukazało się 26 wydań krajowych.
W 1978 Aleksander Kamiński w liście do Barbary Wachowicz napisał, że zawsze miał poczucie, że nie jest autorem „Kamieni”, tylko pośrednikiem w ich przekazaniu. Połowę swoich honorariów autorskich za książkę przeznaczał na utrzymanie kwatery Harcerskiego Batalionu Armii Krajowej „Zośka” na warszawskim Cmentarzu Wojskowym na Powązkach, gdzie zostali pochowani jej bohaterowie.
Bloczek z relacją Tadeusza Zawadzkiego został zakopany w ogrodzie przy domu Zawadzkich w Zalesiu Dolnym wraz z innymi pamiątkami i materiami konspiracyjnym. Wraz z nimi został wydobyty po wojnie.

### Tytuł
Tytuł Kamienie na szaniec stanowi fragment wiersza Juliusza Słowackiego Testament mój i prawdopodobnie nawiązuje do publikacji Karola Koźmińskiego z 1937 o tym samym tytule, przedstawiającej sylwetki 12 poległych w walkach o niepodległość Polski.
Tytuł relacji Tadeusza Zawadzkiego (Kamienie przez Boga rzucane na szaniec...), która w skróconej formie stała się tytułem książki, nadał Jan Rossman przy jej przepisywaniu. Rossman wiedział, że o wierszu Słowackiego rozmawiał z umierającym Janem Bytnarem Tadeusz Zawadzki po odbiciu przyjaciela podczas akcji pod Arsenałem. Wiersz został także odczytany 30 marca 1943 wieczorem, kilka godzin po śmierci „Rudego” w Szpitalu Wolskim przy ul. Płockiej 26, na spotkaniu Tadeusza Zawadzkiego, Jana Rossmana, Tadeusza Mirowskiego i Jana Wuttke w domu Rossmanów przy ul. Sułkowskiego 45 na Żoliborzu.
Według Rossmana „kamieniami” były bohaterskie czyny i akty przyjaźni. Zbudowany z nich szaniec bronił największych ludzkich wartości, prawa do wolności oraz prawa do godnego życia we własnym, niepodległym kraju.
Zaproponowany przez Jana Rossmana i Tadeusza Zawadzkiego tytuł Kamienie na szaniec nie odpowiadał Aleksandrowi Kamińskiemu, który swoją pracę zatytułował Życie i śmierć. Dał się jednak przekonać do jego zmiany. Jan Rossman twierdził, że ani on, ani Aleksander Kamiński nie znali książki Karola Koźmińskiego z 1937 pod tym samym tytułem. Z kolei wiadomo, że była ona jedną z ulubionych książek Jana Bytnara, którego ojciec Stanisław był żołnierzem I Brygady Legionów Polskich. Zdaniem Barbary Wachowicz gdyby Kamińskiemu była znana praca Koźmińskiego, użyłby tego zapewne jako argumentu przeciw zasugerowanej zmianie tytułu jego książki. Z drugiej strony, mógł on także zgodzić się na powtórzenie tytułu, uznając to za podkreślenie ciągłości losów Polaków.

### Bohaterowie
Bohaterami książki jest grupa młodzieży z 23 Warszawskiej Drużyny Harcerskiej „Pomarańczarnia”, której autor nadał fikcyjną nazwę Buki. Wśród nich m.in. Maciej Aleksy Dawidowski „Alek” (w pierwszym podziemnym wydaniu dla zachowania tajemnicy konspiracji jako Wojtek), Tadeusz Zawadzki „Zośka” (w pierwszym podziemnym wydaniu jako Staśka) i Jan Bytnar „Rudy” (w pierwszym podziemnym wydaniu jako Czarny). Wszyscy zdali maturę w Liceum im. Stefana Batorego wiosną 1939.

### Fabuła
Akcja książki jest oparta na faktach z końca lat 30. XX w. i z okresu okupacji niemieckiej w Warszawie.
Po zajęciu stolicy przez Niemców, trzej główni bohaterowie: „Alek”, „Zośka” i „Rudy” próbowali odnaleźć się w nowej rzeczywistości. W październiku 1939 wstąpili do lewicowej Polskiej Ludowej Akcji Niepodległościowej (PLAN). Brali udział w akcjach tzw. małego sabotażu, m.in. nalepiali karteczki na obwieszczeniu gubernatora Hansa Franka o utworzeniu Generalnego Gubernatorstwa, na których widnieją słowa: Marszałek Piłsudski powiedziałby: a my was wszyscy w d.... mamy. Podejmowali różnego rodzaju prace zarobkowe.
Szukając nowych możliwości działania w konspiracji odeszli z PLAN-u na miesiąc przed rozbiciem organizacji przez Niemców. Jednocześnie uczyli się, m.in. organizowali spotkania dyskusyjne. W marcu 1941 wstąpili do Szarych Szeregów Chorągwi Warszawskiej i rozpoczęli działalność w Organizacji Małego Sabotażu „Wawer”. W listopadzie 1942 zostali członkami Grup Szturmowych.
Po aresztowaniu Janka Bytnara „Rudego” przez Gestapo, „Zośka” zorganizował akcję odbicia przyjaciela, przeprowadzoną 26 marca 1943.
„Rudego” udało się uwolnić, jednak wskutek obrażeń odniesionych podczas torturowania przez funkcjonariuszy Gestapo zmarł 30 marca 1943. Tego samego dnia zmarł śmiertelnie ranny podczas akcji „Alek”. „Zośka” zginął podczas akcji w Sieczychach 20 sierpnia 1943.

## W kulturze masowej
- Akcja pod Arsenałem – film polski z 1977 w reżyserii Jana Łomnickiego, na motywach książki Kamienie na szaniec.
- Kamienie na szaniec – film polski z 2014 w reżyserii Roberta Glińskiego.